# Massimo Filardi
Massimo Filardi (* 20. Dezember 1966 in Salerno, Italien) ist ein ehemaliger italienischer Fußballspieler.

## Spielerkarriere
Filardi begann seine Karriere bei seinem Jugendverein AS Varese 1910 und gab dort in der Saison 1984/1985 sein Debüt in der Profimannschaft. Diese stieg aber in dieser Saison aus der Serie B in die Serie C ab und Filardi verließ daher den Verein und wechselte zum benachbarten SSC Neapel. Für Neapel gab er am 8. September 1985 sein Debüt in der Serie A bei einem 2:1-Sieg gegen Como Calcio. In der folgenden Saison, als Neapel das Double gewann, kam er nicht zum Einsatz, da er durch eine Verletzung gestoppt wurde. Nachdem er seine Verletzung auskuriert hatte, spielte er weiter für Neapel, ehe er in der Saison 1989/1990 an den Zweitligisten US Avellino ausgeliehen wurde, wo er auf seine alten Mannschaftskameraden Costanzo Celestini, Moreno Ferrario, Francesco Baiano und Giuseppe Taglialatela traf. Nach einer Saison in Avellino wurde er an den AS Taranto Calcio ausgeliehen, der ebenfalls in der Serie B spielte, und wo ihm sein einziges Tor gelang. Danach kehrte er zu Neapel zurück und bestritt noch fünf Spiele für den Verein, bevor er beschloss seine Karriere zu beenden. Nach zwei Jahren Pause spielte er 1994 noch einmal für Benevento Calcio in der Serie C2 und hörte dann endgültig auf.

## Erfolge
- U-21-Vize-Europameister: 1986
- Italienische Meisterschaft: 1986/87
- Coppa Italia: 1986/87